# Pablo Escudero Morales
Pablo Escudero Morales (Ciudad de México, 6 de julio de 1973) es un político y abogado mexicano, miembro del Partido Verde Ecologista de México. Fue diputado federal de 2009 a 2012 y senador de la República de 2012 a 2017.

## Estudios y carrera profesional
Pablo Escudero es Abogado egresado de la Universidad Anáhuac, tiene además una Maestría en Administración Pública en el Instituto Nacional de Administración Pública de Madrid, España. Además cuenta con diplomados en Seguridad Nacional, en Derechos Humanos y en Auditoría cursados en la Universidad Nacional Autónoma de México.
Inició su carrera en la administración pública en 1997 como coordinador en el Programa de Responsabilidades de los Servidores Públicos del Instituto Mexicano del Seguro Social (IMSS) concluyendo en 2000. En 2001 fue nombrado secretario particular del contralor del mismo IMSS y en 2003 pasó al cargo de subcontralor de Atención Ciudadana en Pemex Gas y Petroquímica Básica y el mismo año ocupó el cargo de director general adjunto en la Secretaría de la Función Pública. 
De 2003 a 2005 se desempeñó como secretario particular de José Luis Soberanes Fernández, presidente de la Comisión Nacional de los Derechos Humanos y luego secretario de Administración hasta 2006 y oficial mayor de la misma institución del último año al de 2009. 

## Carrera legislativa
En 2009 fue elegido diputado federal por la vía plurinominal como candidato del Partido Verde Ecologista de México a la LXI Legislatura de año a 2012. En dicha legislatura ocupó la presidencia de la comisión de la Función Pública y secretario de las comisiones de Vigilancia de la Auditoría Superior de la Federación; y de la Defensa Nacional.
En 2012 fue postulado por la coalición del Partido Revolucionario Institucional y el Partido Verde Ecologista de México a Senador en primera fórmula por el entonces Distrito Federal —hoy Ciudad de México—, no obtuvo el triunfo, pero al quedar en segundo lugar le correspondió la curul de primera minoría.
En el Senado fue nombrado presidente de la Comisión Anticorrupción y de Participación Ciudadana e integrante de las de Derechos Humanos, del Distrito Federal y de Puntos Constitucionales.
El 31 de agosto de 2016 fue elegido Presidente del Senado, para el último año de ejercicio a comenzar el 1 de septiembre del mismo año.
Está casado con Sylvana Beltrones Sánchez, hija del político priísta Manlio Fabio Beltrones.